# Damousies
Damousies est une commune française située dans le département du Nord, en région Hauts-de-France.

## Géographie

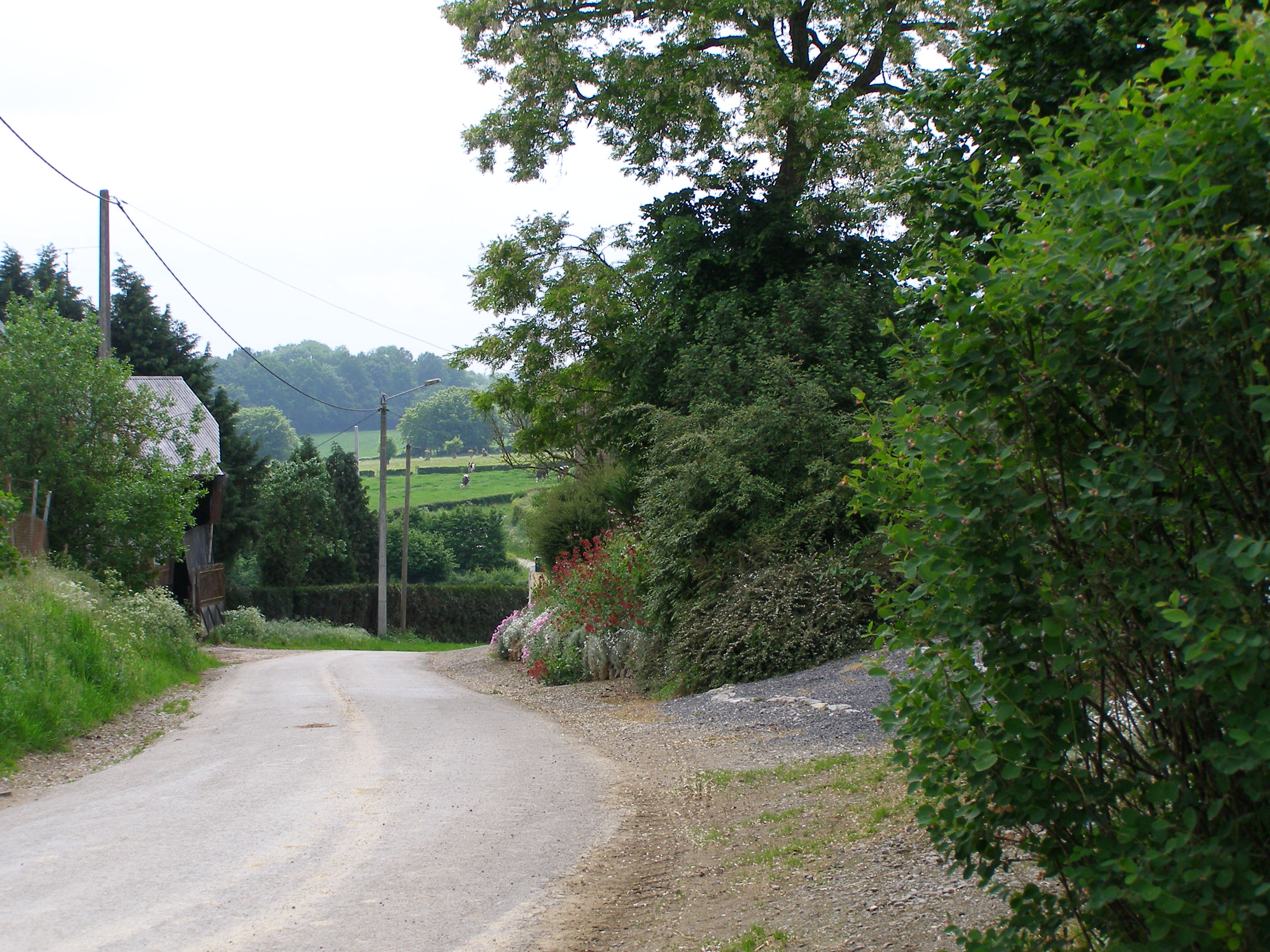
Le haut de Damousies.

Damousies est un village rural de l'Avesnois dans le Nord, située à 8 km à vol d'oiseau au sud-est de Maubeuge, 37 km au sud-ouest de Charleroi, 10 km de la Frontière franco-belge, 12 km au nird-est d'Avesnes-sur-Helpe et 56 km à l'est de Cambrai.
Il se trouve dans le parc naturel régional de l'Avesnois.
La commune, desservie par la RD 27 qui la relie à Maubeuge et Solre-le-Château, est aisément accessible depuis la route nationale 2.
Une voie verte a été aménagée sur l'emprise de l'ancienne ligne de Maubeuge à Fourmies, dans la vallée de la Solre.

### Communes limitrophes
Les communes limitrophes sont  Beaufort, Dimechaux, Dimont, Ferrière-la-Grande, Ferrière-la-Petite, Obrechies et Wattignies-la-Victoire.
| Ferrière-la-Grande |                        | Ferrière-la-Petite |
| Beaufort           | Damousies              | Obrechies          |
|                    | Wattignies-la-Victoire | Dimechaux, Dimont  |

### Hydrographie

#### Réseau hydrographique
La commune est située dans le bassin Artois-Picardie. Elle est drainée par la Solre, la Ferme du Parc, le ruisseau de Glarge et le ruisseau de la Carnoye,,.
La Solre, d'une longueur de 22 km, prend sa source dans la commune de Solre-le-Château et se jette  dans la Sambre canalisée à Rousies, après avoir traversé dix communes. Les caractéristiques hydrologiques de la Solre sont données par la station hydrologique située sur la commune. Le débit moyen mensuel est de 1,36 m3/s. Le débit moyen journalier maximum est de 33,1 m3/s, atteint lors de la crue du 21 juillet 1980. Le débit instantané maximal est quant à lui de 54,8 m3/s, atteint le 1er juillet 1980.

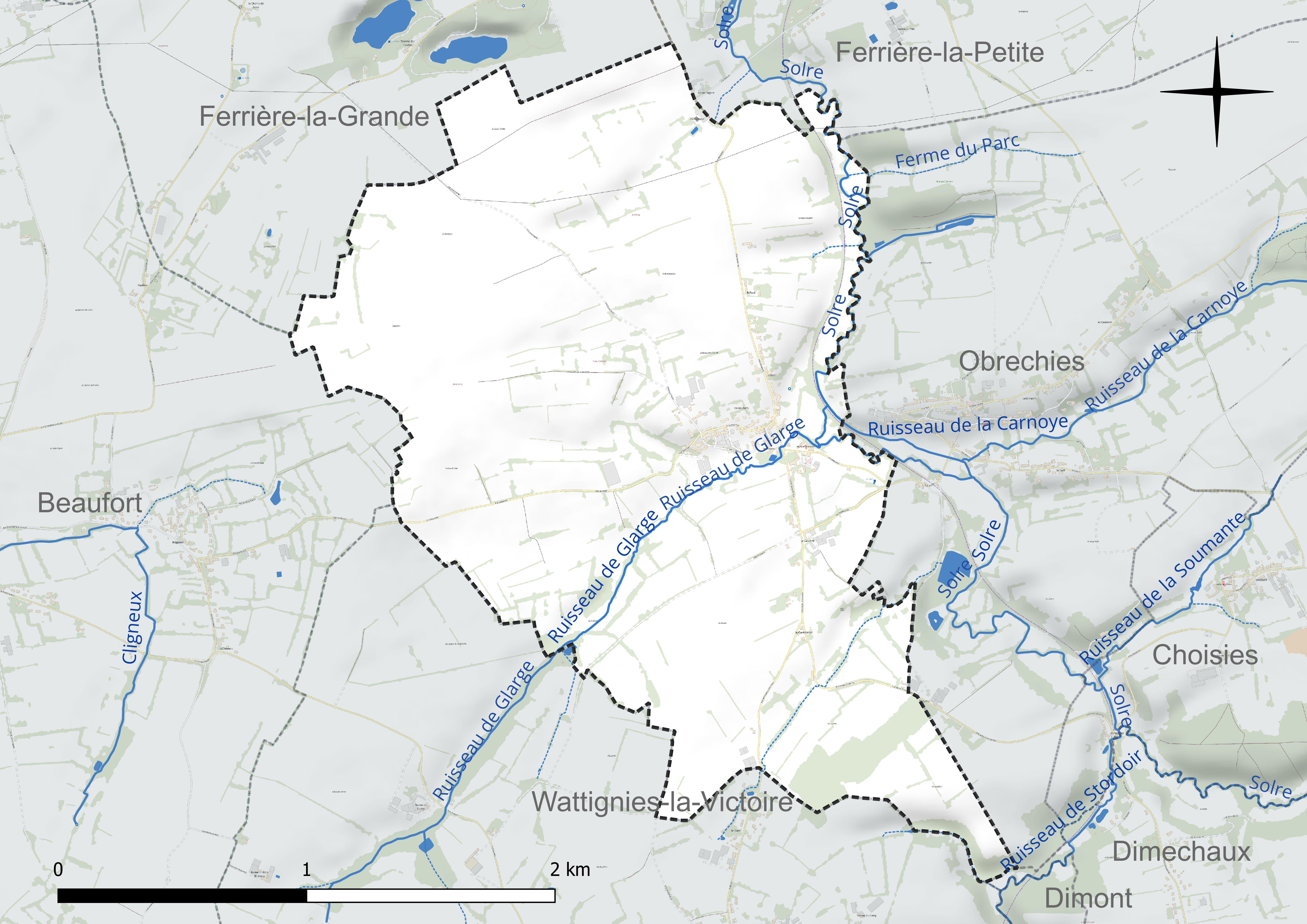
Réseau hydrographique de Damousies.

#### Gestion et qualité des eaux
Le territoire communal est couvert par le schéma d'aménagement et de gestion des eaux (SAGE) « Sambre ». Ce document de planification concerne un territoire de 1 253 km2 de superficie, délimité par le bassin versant de la Sambre. Le périmètre a été arrêté le 1er novembre 2003 et le SAGE proprement dit a été approuvé le 21 septembre 2012, puis modifié le 18 août 2022. La structure porteuse de l'élaboration et de la mise en œuvre est le syndicat mixte du Parc naturel régional de l'Avesnois.
La qualité des cours d'eau peut être consultée sur un site dédié géré par les agences de l'eau et l'Agence française pour la biodiversité.

### Climat
Pour des articles plus généraux, voir Climat des Hauts-de-France et Climat du Nord.
En 2010, le climat de la commune est de type climat des marges montargnardes, selon une étude du CNRS s'appuyant sur une série de données couvrant la période 1971-2000. En 2020, Météo-France publie une typologie des climats de la France métropolitaine dans laquelle la commune est exposée à un climat océanique altéré et est dans la région climatique Nord-est du bassin Parisien, caractérisée par un ensoleillement médiocre, une pluviométrie moyenne régulièrement répartie au cours de l'année et un hiver froid (3 °C).
Pour la période 1971-2000, la température annuelle moyenne est de 9,9 °C, avec une amplitude thermique annuelle de 15,1 °C. Le cumul annuel moyen de précipitations est de 884 mm, avec 12,7 jours de précipitations en janvier et 9,6 jours en juillet. Pour la période 1991-2020, la température moyenne annuelle observée sur la station météorologique la plus proche, située sur la commune de Saint-Hilaire-sur-Helpe à 13 km à vol d'oiseau, est de 10,5 °C et le cumul annuel moyen de précipitations est de 802,4 mm,. Pour l'avenir, les paramètres climatiques de la commune estimés pour 2050 selon différents scénarios d'émission de gaz à effet de serre sont consultables sur un site dédié publié par Météo-France en novembre 2022.

## Urbanisme

### Typologie
Au 1er janvier 2024, Damousies est catégorisée commune rurale à habitat dispersé, selon la nouvelle grille communale de densité à sept niveaux définie par l'Insee en 2022.
Elle est située hors unité urbaine. Par ailleurs la commune fait partie de l'aire d'attraction de Maubeuge (partie française), dont elle est une commune de la couronne,. Cette aire, qui regroupe 65 communes, est catégorisée dans les aires de 50 000 à moins de 200 000 habitants,.

### Occupation des sols

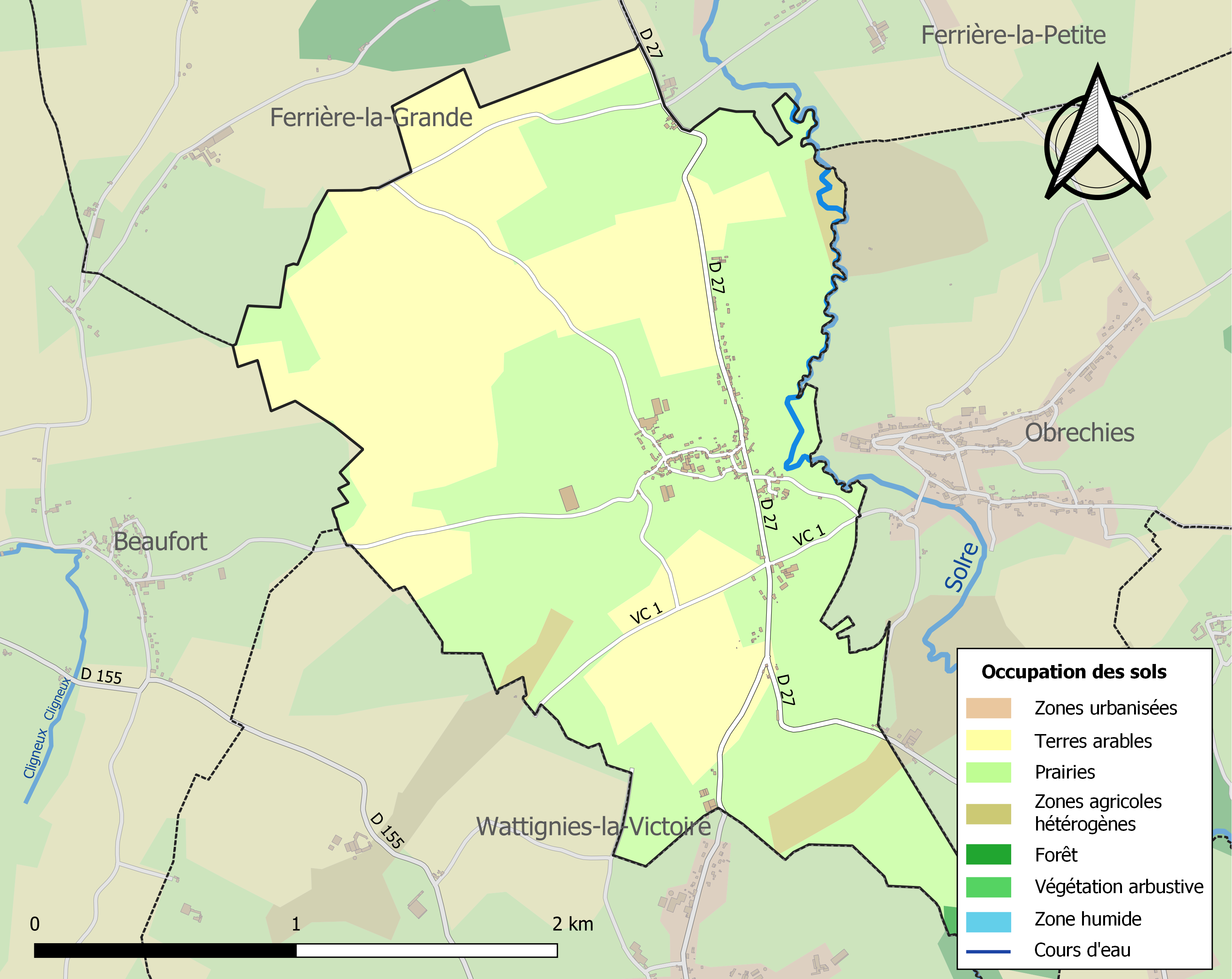
Carte des infrastructures et de l'occupation des sols de la commune en 2018 (CLC).

L'occupation des sols de la commune, telle qu'elle ressort de la base de données européenne d'occupation biophysique des sols Corine Land Cover (CLC), est marquée par l'importance des territoires agricoles (99,7 % en 2018), une proportion identique à celle de 1990 (99,7 %). La répartition détaillée en 2018 est la suivante : 
prairies (57,1 %), terres arables (39,7 %), zones agricoles hétérogènes (3 %), forêts (0,3 %). L'évolution de l'occupation des sols de la commune et de ses infrastructures peut être observée sur les différentes représentations cartographiques du territoire : la carte de Cassini (XVIIIe siècle), la carte d'état-major (1820-1866) et les cartes ou photos aériennes de l'IGN pour la période actuelle (1950 à aujourd'hui).

### Habitat et logement
En 2020, le nombre total de logements dans la commune était de 103, alors qu'il était de 108 en 2015 et de 95 en 2010.
Parmi ces logements, 94,2 % étaient des résidences principales, 0 % des résidences secondaires et 5,8 % des logements vacants. Ces logements étaient pour 95,1 % d'entre eux des maisons individuelles et pour 4,9 % des appartements.
Le tableau ci-dessous présente la typologie des logements à Damousies en 2020 en comparaison avec celle du Nord et de la France entière. Une caractéristique marquante du parc de logements est ainsi l'absence  de résidences secondaires et logements occasionnels, proportion à comparer à celle du département (1,7 %) et à celle de la France entière (9,7 %). Concernant le statut d'occupation de ces logements, 81,4 % des habitants de la commune sont propriétaires de leur logement (81,7 % en 2015), contre 54,5 % pour le Nord et 57,5 pour la France entière.
| Typologie                                               | Damousies | Nord | France entière |
| ------------------------------------------------------- | --------- | ---- | -------------- |
| Résidences principales (en %)                           | 94,2      | 90,7 | 82,1           |
| Résidences secondaires et logements occasionnels (en %) | 0         | 1,7  | 9,7            |
| Logements vacants (en %)                                | 5,8       | 7,7  | 8,2            |

## Toponymie
Dalmoziis (1160), Damusiis (1179).
D'après Maurits Gysseling, le nom proviendrait d'un anthroponyme germanique, Danawald.

## Politique et administration

### Rattachements administratifs et électoraux

#### Rattachements administratifs
La commune se trouve  dans l'arrondissement d'Avesnes-sur-Helpe du département du Nord.
Elle faisait partie de 1793 à 1910 du canton de Maubeuge, année où celui-ci est scindé et Damousies rattaché au canton de Maubeuge-Sud. Dans le cadre du redécoupage cantonal de 2014 en France, cette circonscription administrative territoriale a disparu, et le canton n'est plus qu'une circonscription électorale.

#### Rattachements électoraux
Pour les élections départementales, la commune fait partie depuis 2014 du canton de Fourmies
Pour l'élection des députés, elle fait partie de la troisième circonscription du Nord.

### Intercommunalité
Damousies était membre de la petite communauté de communes des vallées de la Solre, de la Thure et de l'Helpe, un établissement public de coopération intercommunale (EPCI) à fiscalité propre créé en 1993 et auquel la commune avait transféré un certain nombre de ses compétences, dans les conditions déterminées par le code général des collectivités territoriales.
Conformément aux prescriptions de la loi de réforme des collectivités territoriales du 16 décembre 2010, qui a prévu le renforcement et la simplification des intercommunalités et la constitution de structures intercommunales de grande taille, cette intercommunalité a fusionné avec ses voisines pour former, le 31 décembre 2011, la communauté de communes du Cœur de l'Avesnois, dont est désormais membre la commune.

### Liste des maires
| Période                                  | Période                        | Identité         | Étiquette | Qualité                            |
| ---------------------------------------- | ------------------------------ | ---------------- | --------- | ---------------------------------- |
| Les données manquantes sont à compléter. |                                |                  |           |                                    |
|                                          |                                |                  |           |                                    |
| avant 1802-1803                          |                                | M. Leroy         |           |                                    |
| avant 1807                               | 1808                           | M. Hazard        |           |                                    |
|                                          |                                |                  |           |                                    |
| 1912                                     | 1966                           | Léon Couture     |           |                                    |
|                                          |                                |                  |           |                                    |
| mars 2001                                | mars 2008                      | Elian Sebille    |           |                                    |
| mars 2008                                | mai 2020                       | Bertrand Soil    |           |                                    |
| mai 2020                                 | août 2023                      | Alain Wittemberg |           | Retraité Mort en fonction          |
| novembre 2023                            | En cours (au 30 novembre 2023) | Reinold Masure   |           | Fonctionnaire au rectorat de Lille |

## Population et société

### Démographie

#### Évolution démographique
L'évolution du nombre d'habitants est connue à travers les recensements de la population effectués dans la commune depuis 1793. Pour les communes de moins de 10 000 habitants, une enquête de recensement portant sur toute la population est réalisée tous les cinq ans, les populations de référence des années intermédiaires étant quant à elles estimées par interpolation ou extrapolation. Pour la commune, le premier recensement exhaustif entrant dans le cadre du nouveau dispositif a été réalisé en 2005.

En 2022, la commune comptait 205 habitants, en évolution de +4,06 % par rapport à 2016 (Nord : +0,51 %, France hors Mayotte : +2,11 %).
| 1793 | 1800 | 1806 | 1821 | 1831 | 1836 | 1841 | 1846 | 1851 |
| ---- | ---- | ---- | ---- | ---- | ---- | ---- | ---- | ---- |
| 161  | 173  | 183  | 215  | 227  | 239  | 266  | 282  | 293  |

| 1856 | 1861 | 1866 | 1872 | 1876 | 1881 | 1886 | 1891 | 1896 |
| ---- | ---- | ---- | ---- | ---- | ---- | ---- | ---- | ---- |
| 294  | 304  | 298  | 279  | 262  | 275  | 287  | 254  | 261  |

| 1901 | 1906 | 1911 | 1921 | 1926 | 1931 | 1936 | 1946 | 1954 |
| ---- | ---- | ---- | ---- | ---- | ---- | ---- | ---- | ---- |
| 283  | 263  | 252  | 233  | 246  | 220  | 230  | 236  | 273  |

| 1962 | 1968 | 1975 | 1982 | 1990 | 1999 | 2005 | 2006 | 2010 |
| ---- | ---- | ---- | ---- | ---- | ---- | ---- | ---- | ---- |
| 302  | 268  | 263  | 253  | 252  | 236  | 223  | 220  | 229  |

| 2015 | 2020 | 2022 | - | - | - | - | - | - |
| ---- | ---- | ---- | - | - | - | - | - | - |
| 204  | 207  | 205  | - | - | - | - | - | - |

#### Pyramide des âges
La population de la commune est relativement âgée.
En 2018, le taux de personnes d'un âge inférieur à 30 ans s'élève à 26,1 %, soit en dessous de la moyenne départementale (39,5 %). À l'inverse, le taux de personnes d'âge supérieur à 60 ans est de 36,2 % la même année, alors qu'il est de 22,5 % au niveau départemental.
En 2018, la commune comptait 101 hommes pour 96 femmes, soit un taux de 51,27 % d'hommes, largement supérieur au taux départemental (48,23 %).
Les pyramides des âges de la commune et du département s'établissent comme suit.
| Hommes | Classe d’âge | Femmes |
| ------ | ------------ | ------ |
| 0,0    | 90 ou +      | 1,0    |
| 4,7    | 75-89 ans    | 8,9    |
| 31,1   | 60-74 ans    | 26,7   |
| 23,6   | 45-59 ans    | 18,8   |
| 14,2   | 30-44 ans    | 18,8   |
| 11,3   | 15-29 ans    | 11,9   |
| 15,1   | 0-14 ans     | 13,9   |

| Hommes | Classe d’âge | Femmes |
| ------ | ------------ | ------ |
| 0,5    | 90 ou +      | 1,4    |
| 5,3    | 75-89 ans    | 8,1    |
| 14,8   | 60-74 ans    | 16,2   |
| 19,1   | 45-59 ans    | 18,4   |
| 19,5   | 30-44 ans    | 18,7   |
| 20,7   | 15-29 ans    | 19,1   |
| 20,2   | 0-14 ans     | 18     |

## Lieux et monuments
- L'église Saint-Géry du XVIIe siècle classée Monument Historique en 1937 ; à l'intérieur, peintures murales du XIVe siècle et une statue en bois taillé de Saint Laurent du XVIIe siècle et deux dalles funéraires du XIVe siècle.

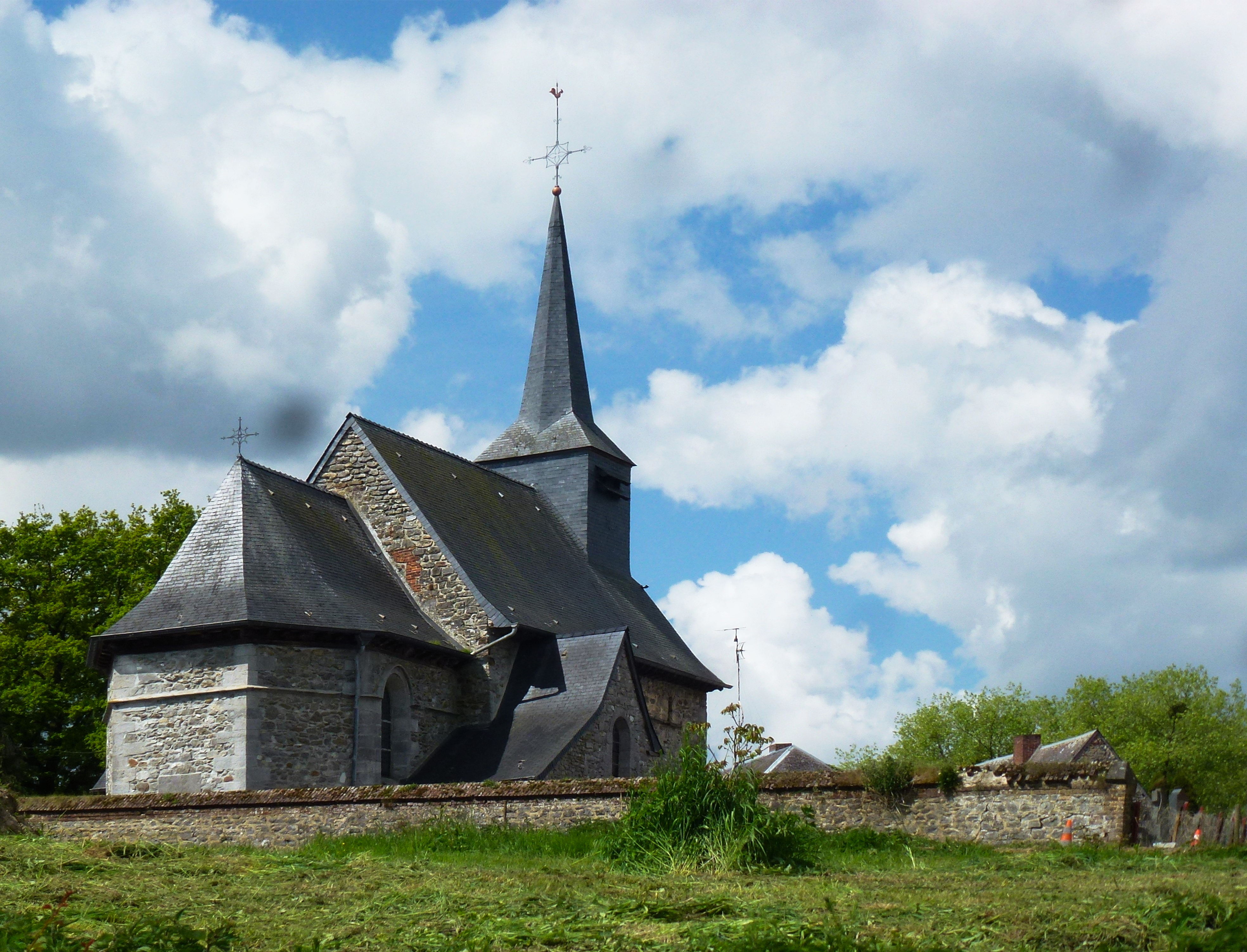
Chevet de l'église Saint-Géry.
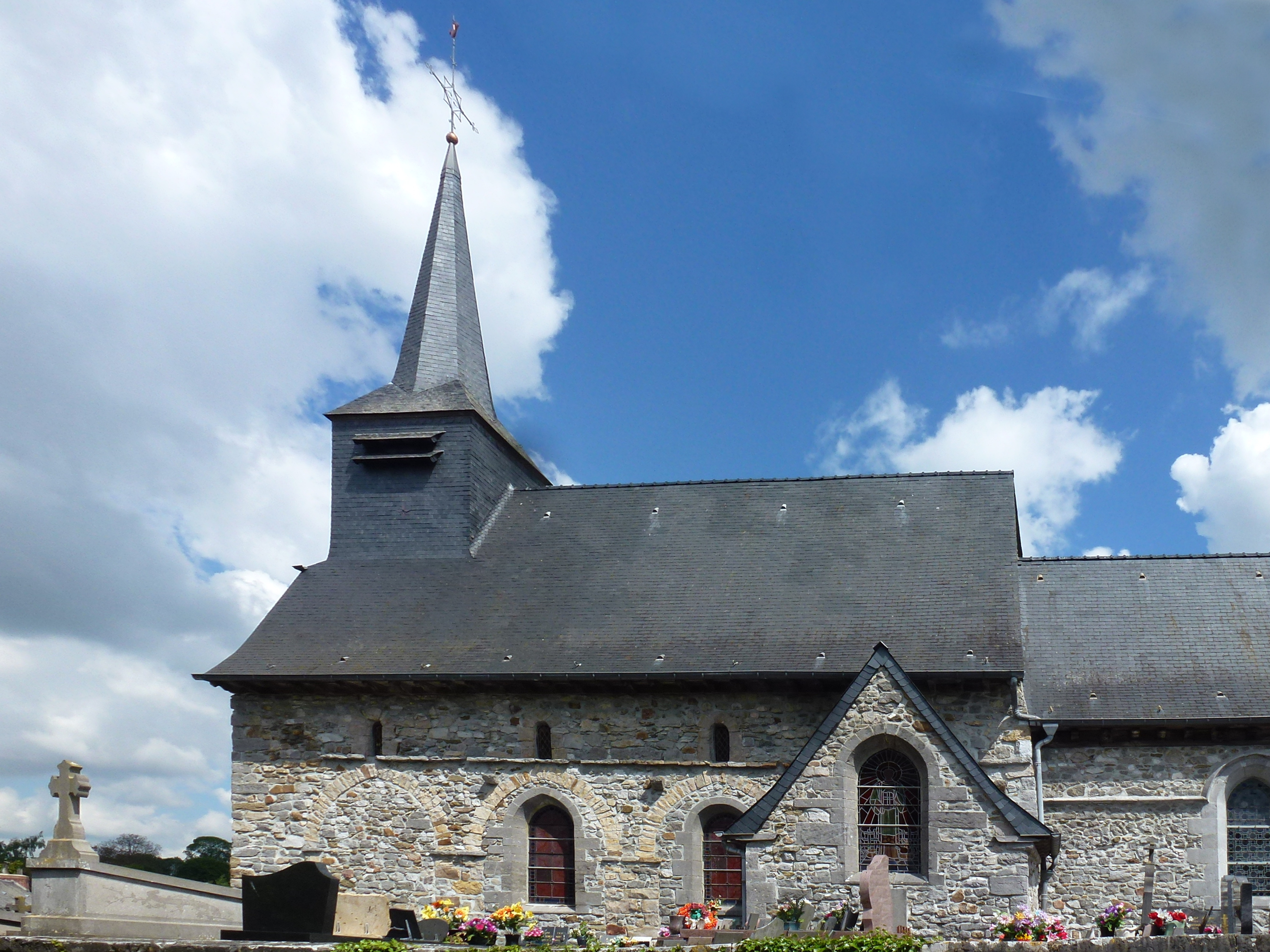
Clocher de l'église Saint-Géry.
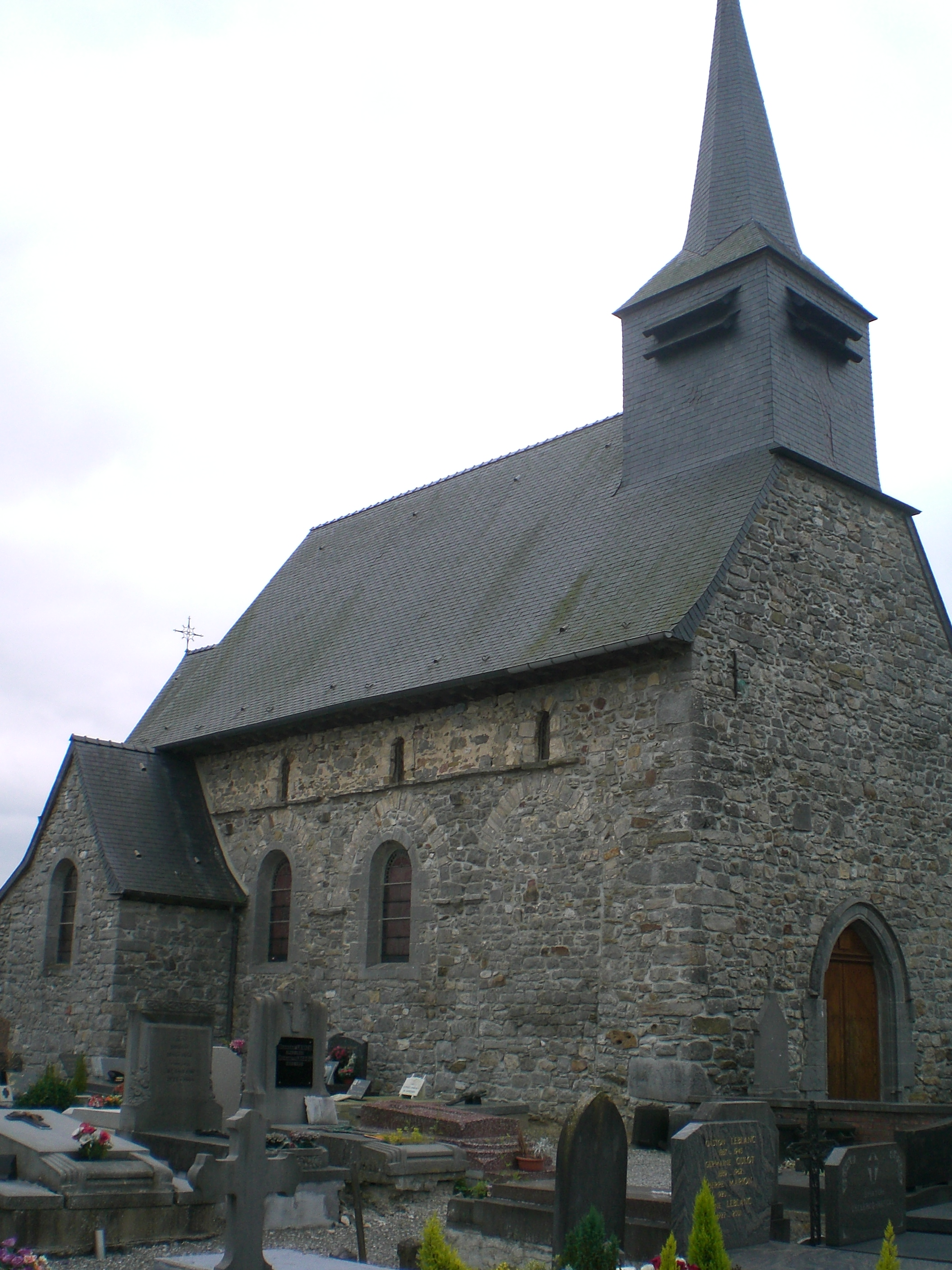
Église Saint-Géry.
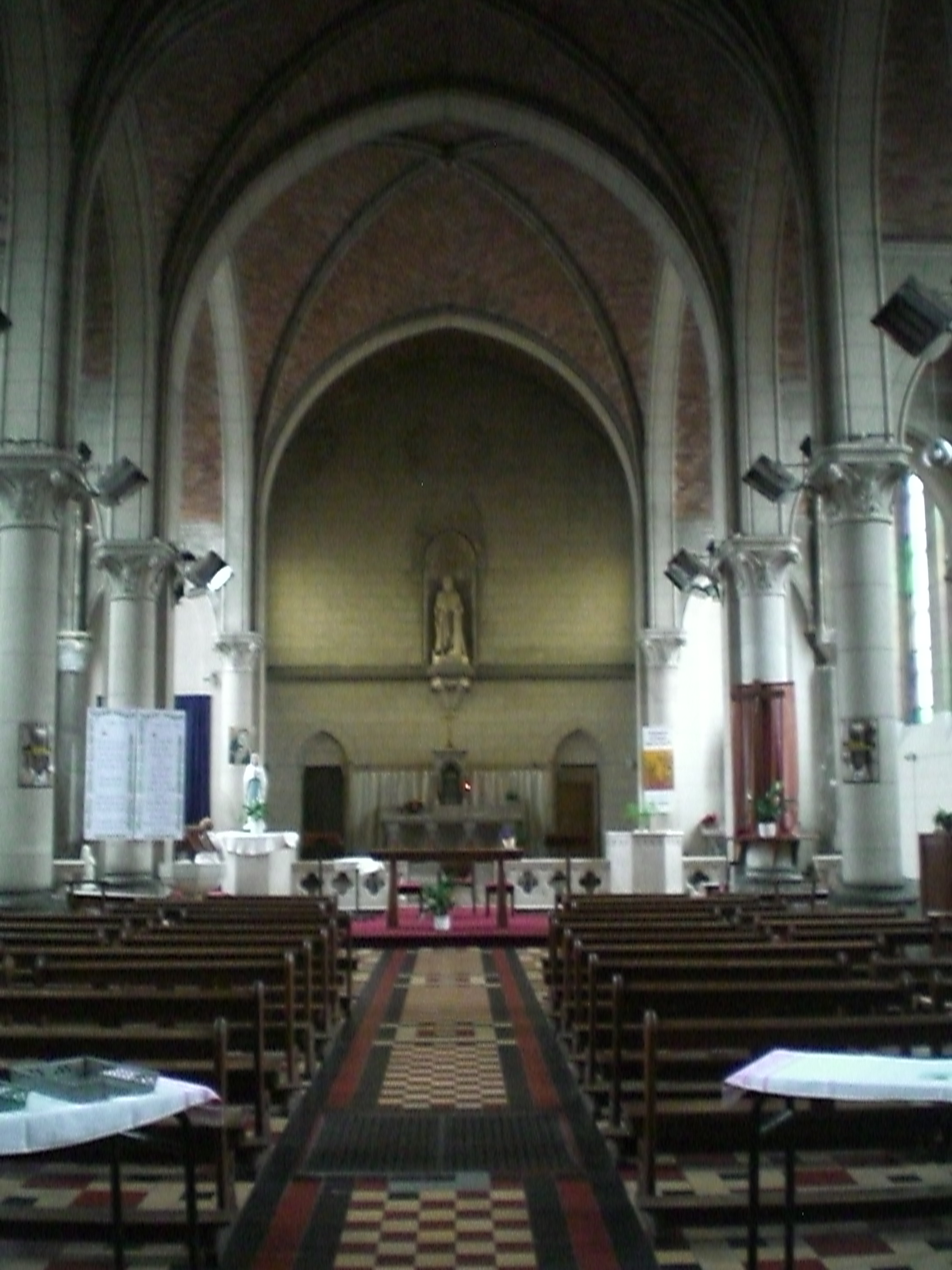
Intérieur de l'église.

On peut également signaler : 
- Monument aux morts, édifié en 1922[33].
- Plusieurs oratoires sur le territoire de la commune.

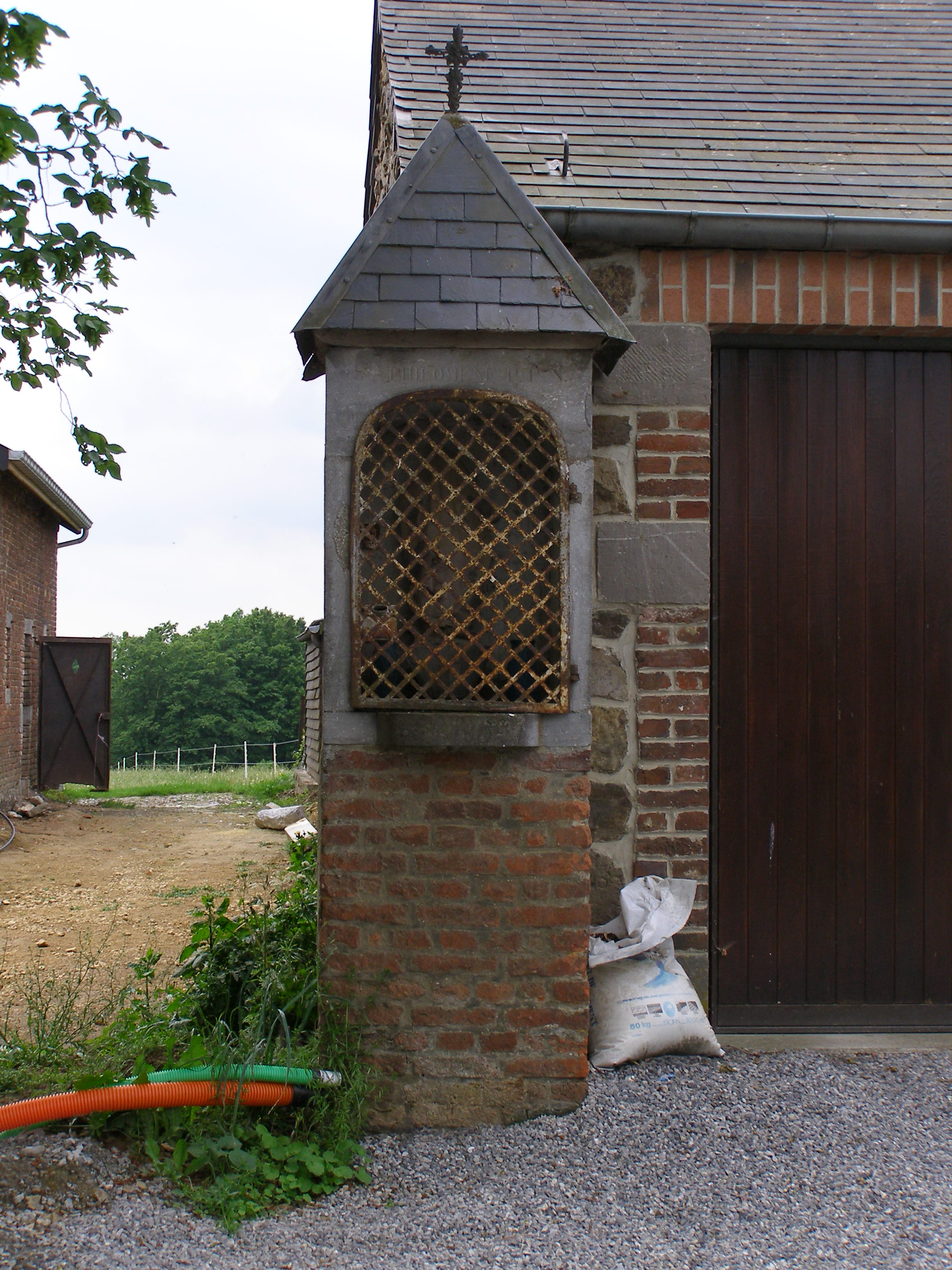
Oratoire chemin d'Hautmont.
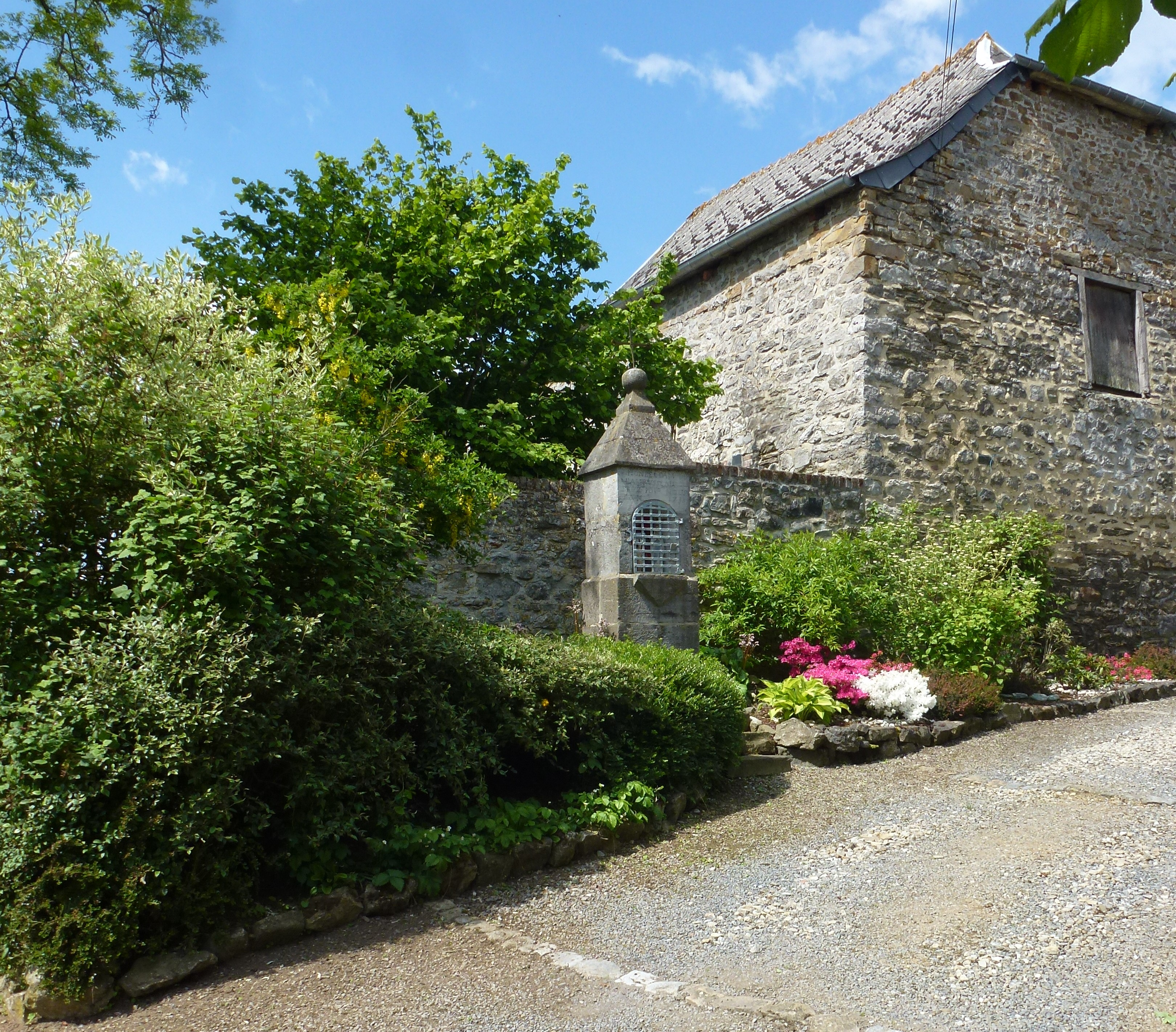
Oratoire dédié à N.D de L'arbrisseau.
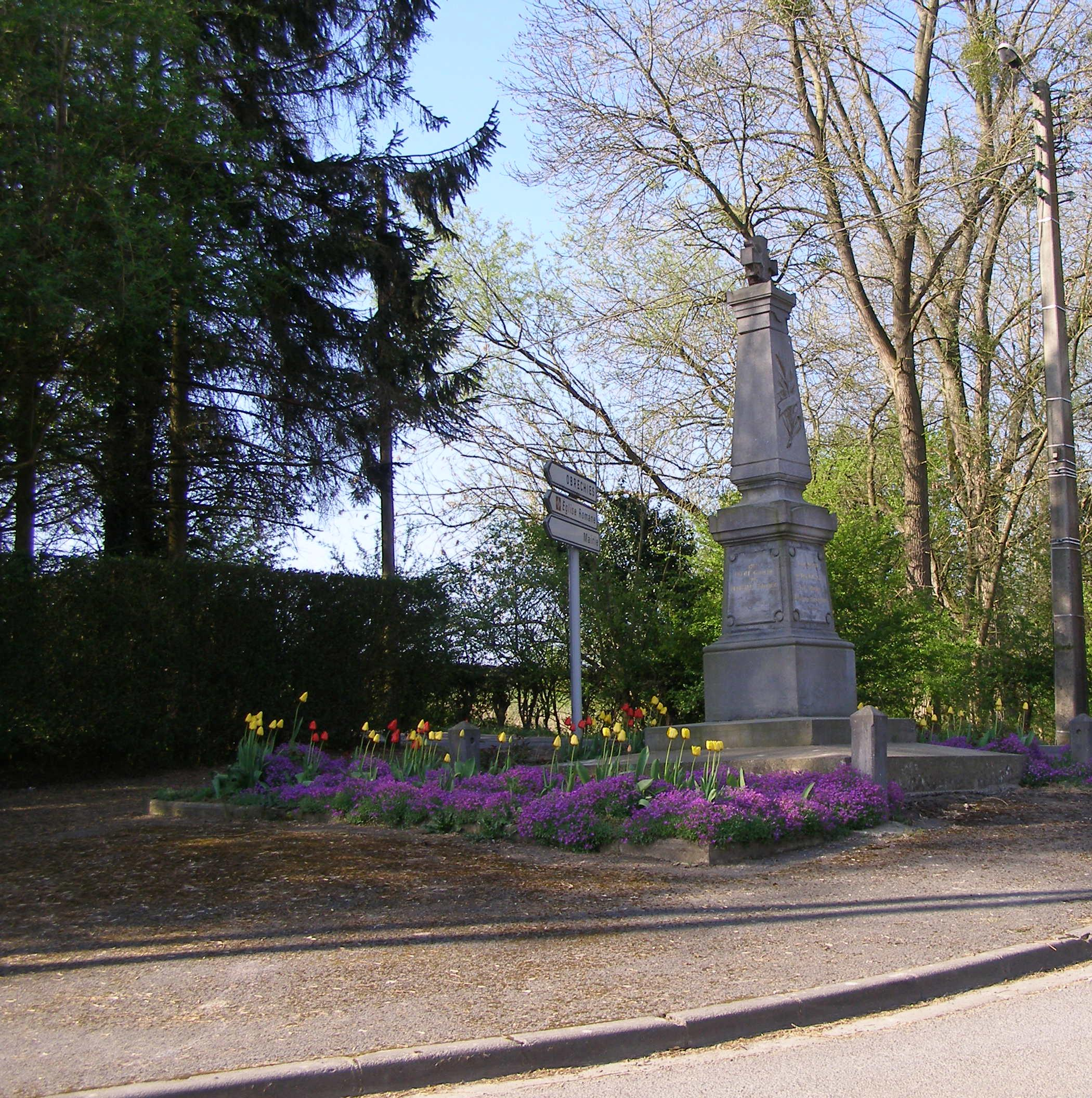
Monument aux morts.
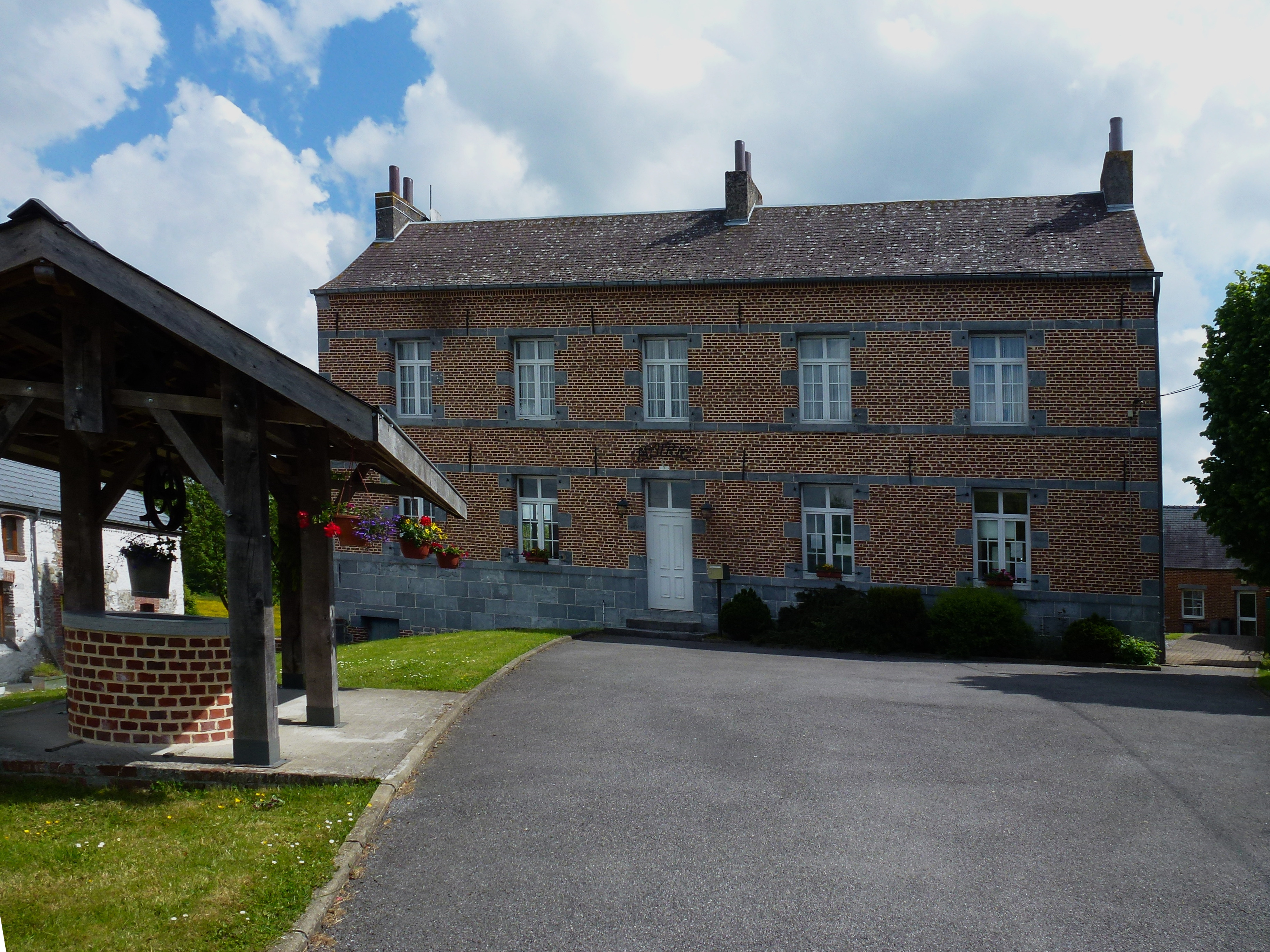
La Mairie et son Puits fleuri sur la place.

### Héraldique
| Blason de Damousies | Blason  | Bandé d'or et de gueules.                        |
| Blason de Damousies | Détails | Le statut officiel du blason reste à déterminer. |

## Pour approfondir